# Alarm powodziowy

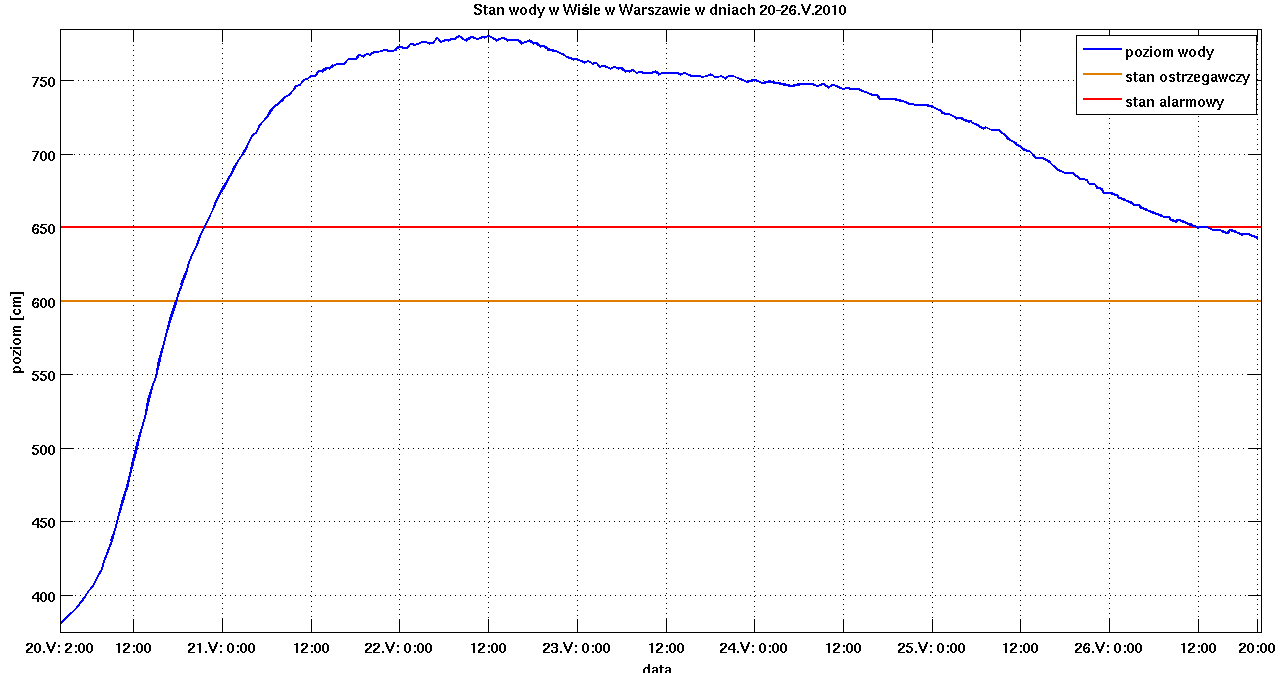
Poziom wody na Wiśle w Warszawie w dniach 20 – 26 maja 2010. Stan alarmowy oznaczony jest kolorem czerwonym.

Alarm powodziowy ogłasza odpowiednia władza samorządowa (w zależności od obszaru: prezydent miasta, burmistrz, wójt, starosta, wojewoda), gdy poziom wody (najczęściej rzeki) zbliża się do stanu alarmowego (ustalonego dla danego wodowskazu). W praktyce alarm powodziowy często się ogłasza dopiero przy znacznym przekroczeniu stanu alarmowego, które stwarza realne zagrożenie dla ludzi i mienia. 
Ogłoszenie alarmu powodziowego wiąże się z całodobowymi dyżurami administracji, centrów zarządzania kryzysowego, magazynów przeciwpowodziowych oraz służb i instytucji związanych z gospodarką wodną oraz ochroną przeciwpowodziową. Podejmują one działania mające chronić ludzi i dobytek przed powodzią. Z dużą częstotliwością (nawet co godzinę) monitoruje się stan wody na ciekach oraz stan urządzeń przeciwpowodziowych i hydrotechnicznych. Może zostać zarządzona ewakuacja, do której przeprowadzenia są uprawnieni strażacy kierujący działaniami ratunkowymi. 
Ogłoszenie alarmu powodziowego wiąże się z ogłoszeniem przez IMGW-PIB stanu alarmu hydrologicznego, choć nie jest z nim równoważne.
Stan alarmu hydrologicznego - jest on ogłaszany przez IMGW-PIB w przypadku wystąpienia lub zagrożenia wystąpieniem co najmniej jednej z następujących sytuacji:
- przekroczenie stanów alarmowych na wodowskazach w co najmniej jednej zlewni monitorowanej przez IMGW-PIB,
- wystąpienie zatoru lodowego poniżej wodowskazu powodującego przekroczenie stanu alarmowego na tym wodowskazie,
- wystąpienie niebezpiecznego opadu, mogącego spowodować przekroczenie stanów alarmowych,
- wystąpienie na morzu, w zatokach i zalewach bardzo silnego lub sztormowego wiatru od strony morza, mogącego spowodować cofkę z przekroczeniem stanów alarmowych.